# 23066 Yihedong
23066 Yihedong là một tiểu hành tinh vành đai chính với chu kỳ quỹ đạo là 1736.3539461 ngày (4.75 năm).
Nó được phát hiện ngày 7 tháng 12 năm 1999.